# Antoine Arjakovsky
Antoine Arjakovsky, nascido em 5 de outubro de 1966 em Paris, é historiador francês, codiretor do centro "Política e Religiões" do Collège des Bernardins e Diretor Emérito do Instituto de Estudos Ecumênicos de Lviv (Ucrânia).

## Biografia
Antoine Arjakovsky deve suas raízes eslavas a seus avós que deixaram a Crimeia após a revolução de 1917.
Trabalhou no Ministério das Relações Exteriores da França de 1989 a 2004 como Diretor do Colégio Universitário Francês em Moscou (1989-1991) e Diretor Adjunto do Instituto Francês na Ucrânia (1998-2004). Ele também está ligado à cooperação educacional em Kiev.
Casou-se em 1992.
Em 2000, defendeu uma tese de doutorado na Ecole des Hautes Etudes en Sciences Sociales (Paris) sobre "A geração de pensadores religiosos da emigração russa. A revista La Voie (1925-1940)". É publicado em russo (2000) e francês (2002) (uma tradução para o inglês será publicada em 2013).
Em 2004, ele criou e dirigiu o Instituto de Estudos Ecumênicos da Universidade Católica Ucraniana, do qual permanece até hoje como membro do conselho de administração e Senior Fellow.
Desde setembro de 2011 , ele co-dirige com um padre católico, padre Antoine de Romanet, o departamento "Sociedade, Liberdade, Paz» do centro de pesquisa do Collège des Bernardins, centro intelectual da diocese de Paris.
Publicou vários trabalhos dedicados à história do pensamento cristão ortodoxo e lecionou em várias universidades europeias e americanas: Academia Mohyla de Kiev, Universidade Lomonosov de Moscou, Universidade Católica de Louvain, Centro Sèvres, Universidade Notre Dame.
Em 2013, lançou no Collège des Bernardins o site de educação continuada para a cultura ética e religiosa agapan.fr.
Em 2014, ele recebeu o Prêmio Grégoire-Orlyk da revista Perspectives Ukrainiennes no Senado por seu livro Russie-Ukraine: de la guerre à la paix?, apresentado por Hervé Maurey, presidente do grupo de amizade França-Ucrânia, e Olga Sorin, presidente da revista Perspectives Ukrainiennes.
Em 2016, por ocasião do 70º aniversário do Sínodo de Lviv, de 10 de março de 1946, Antoine Arjakovsky é o co-signatário de uma coluna evocando esta ligação da Igreja Ortodoxa da Rússia à Igreja Greco-Católica Ucraniana.
Desde novembro de 2019, é Marguillier da paróquia de São Pedro e São Paulo de Châtenay-Malabry, fundada em 1984 pelo padre Michel Evdokimov.
Ele é membro da comissão teológica e litúrgica do vicariato de Sainte-Marie-de-Paris-et-Saint-Alexis-d'Ugine, que reúne as paróquias de tradição russa dentro da França Metropolitana do Patriarcado Ecumênico de Constantinopla.

## Publicações

### Livros
- Une génération de penseurs religieux de l’émigration russe, La revue La Voie (1925-1940), Kiev-Paris, L’Esprit et la lettre, 2002.
  - Livre traduit en russe: Zurnal Put’, Pokolenie russkih religuioznih myslitelei v emigratsii, Kiev, Phénix, 2000.
- Vers un christianisme post confessionnel, entretiens avec le cardinal L. Husar, Paris, Parole et Silence, 2005. Préface du père Borys Gudziak.
  - Livre traduit en anglais: Conversations with Lubomyr Cardinal Husar: Towards a Post-confessional Christianity, Lviv, Ukrainian Catholic University Press (UCU), 2006, 160 p.
  - Livre traduit en ukrainien: Intervju z Blazhennishym Patriarkhom Lubomyrom Huzarom, Lviv, UCU, 2005.
- Essai sur le père Serge Boulgakov (1871-1944), philosophe et théologien chrétien, Paris, Éditions Parole et Silence, 2006, préface du père André Borrély, 214 p.
  - Livre traduit en ukrainien: Serhii Bulhakov, Narysy pro khrystyians'koho filosofa ta bohoslova, Lviv, UCU, 2007.
- Church, Culture, and Identity. Reflections on Orthodoxy in the Modern World, Lviv, UCU, 2007. Foreword by Fr. Michael Plekon.
- Myrna Nazour, messagère de l’unité, Paris, Éditions François-Xavier de Guibert, 2010.
- En attendant le concile de l’Église Orthodoxe. Un itinéraire spirituel, préface de Christophe Levalois, Paris, Éditions du Cerf, 2011.
- L’histoire selon Pierre Nora, dans Pierre Nora, Esquisse d'ego-histoire Paris, DDB, 2013.
- Qu’est-ce que l’orthodoxie?, Paris, Gallimard, 2013.
- Pour une démocratie personnaliste, Paris, Lethielleux/Collège des Bernardins, 2013.
- The Way, Religious Thinkers of the Russian Emigration in Paris and Their Journal, 1925–1940, Translated by Jerry Ryan, Edited by John A. Jillions and Michael Plekon, Foreword by Rowan Williams, Notre Dame University Press, 2013. ()
- Russie-Ukraine, de la guerre à la paix?, Paris, Parole et Silence, 2014.
- traduction en 2015 en:
  - russe: Антуан Аржаковский: Россия-Украина: от войны к миру? (http://arjakovsky.blogspot.fr/2014/12/blog-post.html),
  - ukrainien: Антуан Аржаковський: “Розбрат України з Росією. Стратегія виходу з піке” (http://bukvoid.com.ua/news/books/2015/04/13/204315.html).
  - anglaise: Antoine Arjakovsky: Russia/Ukraine: From War to Peace? (http://arjakovsky.uatoday.tv/)

### Direção de obras
- Friendship as an Ecumenical Value, edited by Antoine Arjakovsky and Marie-Aude Tardivo, Proceedings of the International Conference Held on the Inauguration of the Institute of Ecumenical Studies, Lviv, 11-15 June, 2005, Lviv, UCU, 2006.
- Les Jalons, Cent Ans Après, recueil sous la direction d'Antoine Arjakovsky, avec cardinal Walter Kasper, Enzo Bianchi, Olga Sedakova, Paul Valliere, Georges Nivat, Antoine Arjakovsky, Paris, Éditions François-Xavier de Guibert, Lvic, IEOE/UCU, 2009.

### Colaborações
- Towards a Fair history of Christian Orthodoxy, in Celebration of Living Theology: A Festschrift in Honour of Andrew Louth.

### Artigos de jornal
- Mesa redonda sobre religiões: ameaça ou esperança, com Antoine Arjakovsky, Cardeal Philippe Barbarin e pastor Claude Baty, Semaines Sociales de France, Lyon, novembro de 2008 , edições Bayard, abril de 2009 .
- Ecumenismo na Europa: uma abordagem religiosa e política, Revue des deux mondes, abril de 2012
- O papel das Igrejas na Revolução Ucraniana, Religion and Ethics ABC, 7 de março de 2014 .

### Artigos de imprensa
- Ukraine: Il est urgent d'agir!, Le Figaro, ,19 de fevereiro de 2012.
- L'Ukraine n'est pas à partager: réponse à Edgar Morin, Le Monde, 19 de maio de 2014.